# Svend Aage Holm Sørensen
Svend Aage Holm Sørensen (15. april 1913 - 29. april 2004) var en dansk roer fra København. Han var medlem af Københavns Roklub i Sydhavnen.
Sørensen repræsenterede Danmark ved OL 1936 i Berlin. Her udgjorde han, sammen med Hans Mikkelsen, Gunnar Ibsen Sørensen, Flemming Brandt Jensen og styrmand Aage Jensen den danske firer med styrmand. Danskerne sluttede på fjerdepladsen i sit indledende heat, hvorefter de vandt et opsamlingsheat. I finalen sluttede danskerne på 6.- og sidstepladsen.